# Spectral Wound
Spectral Wound är ett kanadensiskt black metal-band, bildat 2015. Bandets låttexter handlar bland annat om döden, ockultism och existentiellt mörker. Spectral Wound är sajnade på skivbolaget Profound Lore Records, som har drygt 70 band i sitt stall.

## Medlemmar
- Illusory – trummor (2015–)
- Patrick – gitarr (2015–)
- Jonah – sång (2015–)
- Sam – basgitarr,  sång (2019–)
- A.A. – gitarr (2022–)

## Diskografi
Studioalbum
- 2015 – Terra Nullius
- 2018 – Infernal Decadence
- 2021 – A Diabolic Thirst
- 2024 – Songs of Blood and Mire